# Білак Василь В'ячеславович
Васи́ль В'ячесла́вович Білак (нар. 17 вересня 1993 — 9 лютого 2015) — старший лейтенант Збройних сил України, учасник російсько-української війни.

## Життєвий шлях
Закінчив загальноосвітню школу, 2010 року — Мукачівський ліцей з підвищеною фізичною військовою підготовкою, обрав професію військового, від того ж року у лавах ЗСУ. 2014 року закінчив Академію сухопутних військ імені гетьмана Петра Сагайдачного за спеціальністю «управління діями підрозділів артилерії». Командир гаубичного самохідно-артилерійського взводу, артилерійська батарея 128-ї гірсько-піхотної бригади.
З літа 2014-го брав участь у боях на сході України.
9 лютого 2015 року вояки їхали на вантажівці ЗІЛ і УАЗі від міста Артемівськ до Дебальцевого та потрапили під обстріл поблизу села Логвинове — у верхній частині «дебальцівського виступу». Дещо пізніше вантажівку було знайдено, а про військовиків не було відомостей. Тоді ж у ЗІЛі загинули майор Олексій Гуртов, сержант Роман Чорнобай, солдат Роман Совлич, в УАЗі — полковники Ігор Павлов та Сергій Циганок, підполковник Артур Музика, майор Святослав Василенко, молодший сержант Антон Макаренко.
Наприкінці лютого тіло Василя знайшли серед загиблих, вивезених до Дніпропетровська.
3 березня 2015-го похований у Дротинцях.
Без сина лишилися батьки.

## Нагороди та вшанування
- Указом Президента України № 270/2015 від 15 травня 2015 року — орденом Богдана Хмельницького III ступеня (посмертно)[1]
- 13 лютого 2018 року у Виноградові на території а/ч А1927 відкрито та оствячено меморіальну дошку Василю Білаку.